# Việt Nam tại Đại hội Thể thao Mùa đông châu Á 2025
Việt Nam dự kiến sẽ tham dự Đại hội thể thao mùa đông châu Á 2025 tại Cáp Nhĩ Tân, Trung Quốc, từ ngày 7 đến ngày 14 tháng 2. Đoàn Việt Nam gồm có một vận động viên trượt băng tốc độ cự ly ngắn nam. Toàn bộ phái đoàn gồm ba người, một vận động viên cùng với huấn luyện viên và trưởng đoàn.

## Các môn thi đấu
Bảng dưới đây liệt kê các môn thể thao và giới tính các VĐV của Đoàn Thể thao Việt Nam. 
| Môn thể thao                 | Nam | Nữ | Tổng |
| ---------------------------- | --- | -- | ---- |
| Trượt băng tốc độ cự ly ngắn | 1   | 0  | 1    |
| Tổng                         | 1   | 0  | 1    |

## Trượt băng tốc độ cự ly ngắn
Việt Nam có một vận động viên trượt băng tốc độ cự ly ngắn nam.
Nam
- Dương Trường Lập